# Epsilon Persei
Epsilon Persei (ε Persei, förkortat Epsilon Per, ε Per) som är stjärnans Bayerbeteckning, är en trippelstjärna belägen i den mellersta delen av stjärnbilden Perseus. Den har en kombinerad skenbar magnitud på 2,88 och klart synlig för blotta ögat. Baserat på parallaxmätning inom Hipparcosuppdraget på ca 5,1 mas, beräknas den befinna sig på ett avstånd av ca 640 ljusår (196 parsek) från solen.

## Egenskaper
Primärstjärnan i Epsilon Persei är en blå till vit stjärna i huvudserien av spektralklass B0.5 V. Den är en spektroskopisk dubbelstjärna, vilket innebär att närvaron av en omkretsande följeslagare har observerats genom radiella hastighetsvariationer i primärstjärnans spektrum. De två komponenterna kretsar kring varandra med en period av 14 dygn med en hög excentricitet på 0,55. Följeslagaren har ca 6-13 procent av primärstjärnans massa och kan ha spektralklass i området från A6 V till K1 V. Det kan finnas en tredje komponent i systemet med en omloppsperiod på omkring 9 428 dygn (25,8 år), även om detta inte har kunnat visas på ett slutgiltigt sätt. Om denna komponent existerar skulle den ha ca 51-139 procent av primärstjärnans massa. Den stora osäkerhet beror på att omloppsbanans lutning inte är känd.
Primärstjärnan Epsilon Persei A har en massa som är omkring 14 gånger större än solens massa, en radie som är ca 7,7 gånger större än solens och utsänder från dess fotosfär ca 28 000 gånger mer än solen en effektiv temperatur på ca 26 500 K.
Epsilon Persei A är en Beta Cephei-variabel med en primär pulseringsperiod på 0,1603 dygn, eller 6,24 cykler per dygn. Den kan ha flera pulsationsfrekvenser.